# Matilde Viscontini Dembowski
Matilde Viscontini Dembowski (su nombre también se cita como Metilde; 1 de febrero de 1790 - 1 de mayo de 1825) fue una patriota italiana, miembro de los carbonarios y célebre por haber sido el gran amor desdichado de Stendhal. 

## Semblanza

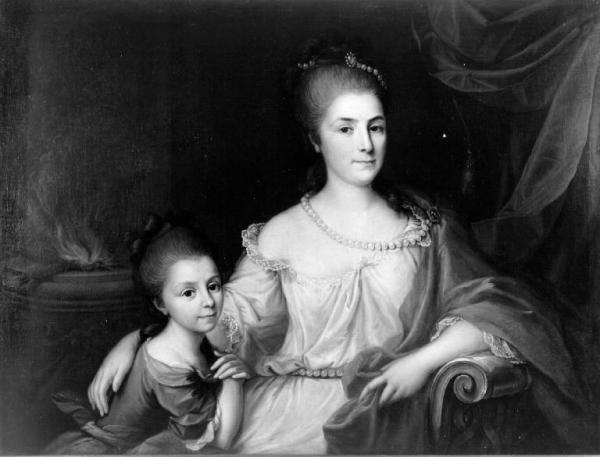
Angelika Kauffmann: retrato de Bianca Ferrario, abuela materna de Matilde, con su hija Elena Viscontini, hacia 1772

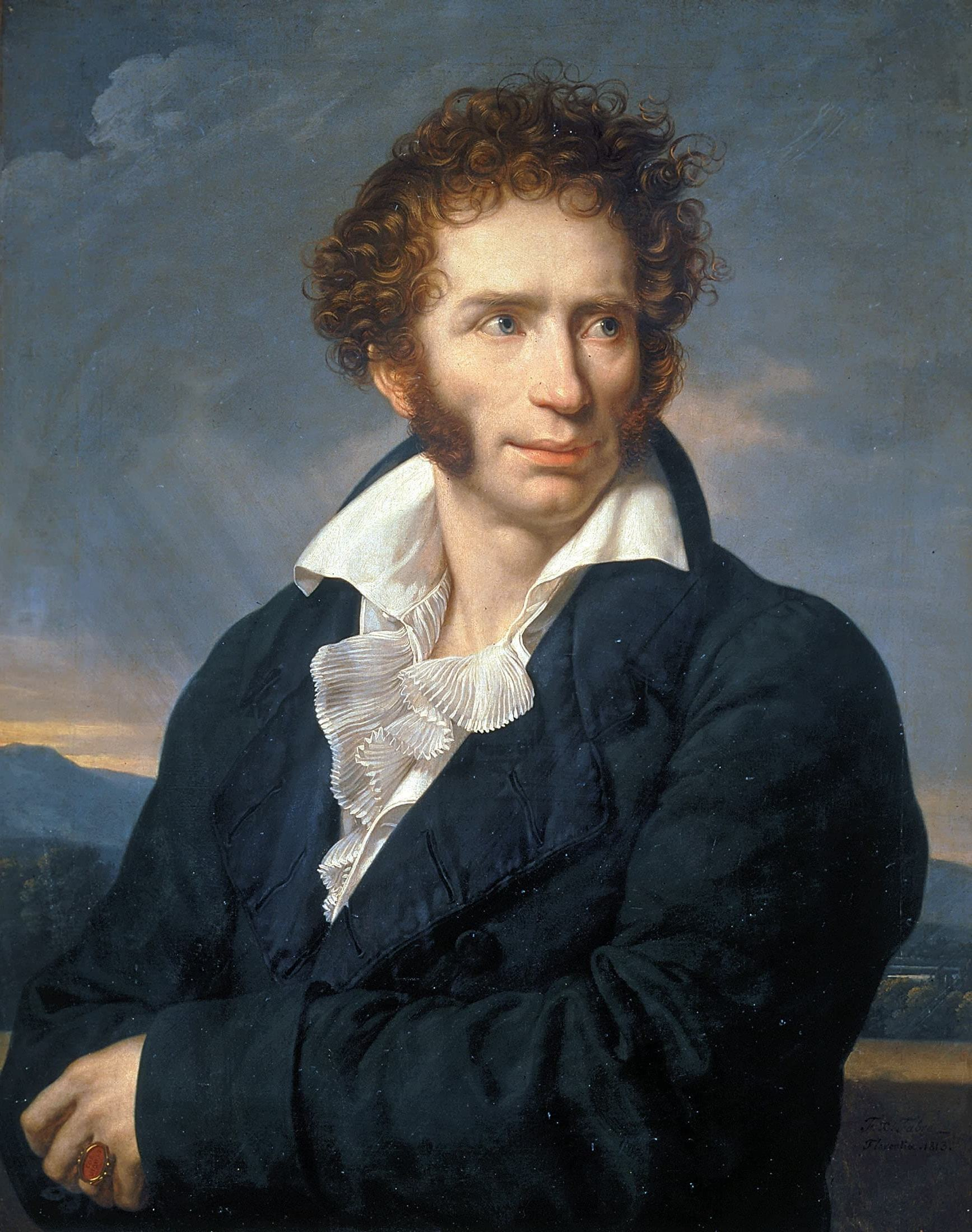
Ugo Foscolo

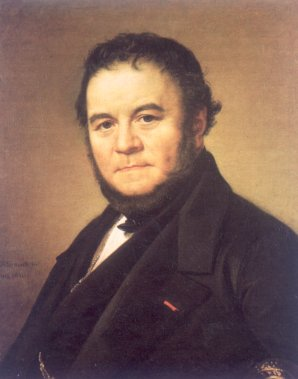
Stendhal

Nacida en una familia de la alta burguesía milanesa, era hija de Charles y Louise Viscontini Marliani. Se casó con Jan Dembowski (1773-1823), oficial del ejército napoleónico en 1807, con quien tuvo dos hijos, el ingeniero y escritor Carlo, nacido en 1808, y Ercole (que llegaría a ser un prestigioso astrónomo), nacido en 1812. Jan Dembowski participó en la Guerra de la Independencia Española de 1808 a 1810. Fue ascendido a general y se le concedió el título nobiliario de barón. Pero el matrimonio no era feliz, debido al  carácter de Dembowski, calificado de "visceral, irascible y brutal". En 1814, Matilde huyó a Berna con su hijo Ercole, y pidió la separación. Su hijo mayor, Carlo, vivía por entonces en una pensión de Volterra. 
Mientras Matilde espera la decisión del tribunal, el fiscal de Berna investigó su vida pasada. En un informe de 1816, se decía que circulaban rumores en Milán, en los que se comentaba que cuando su esposo estaba en España, ella mantenía "una intriga amorosa". Se sospechó que este amante pudo haber sido Ugo Foscolo, que residía en ese momento precisamente en Suiza, pero como demuestra su correspondencia, su relación era puramente amistosa, y ella estaba profundamente afectada por estos chismes. 
En junio de 1816, Matilde regresó a Milán para ver a su hijo Carlo. Su esposo trató de hacerse cargo del hijo más joven, Ercole, siendo necesaria la intervención del gobernador de Lombardía, Ferdinand Bubna, para que Matilde pudiera conservarlo a su lado. En 1817 se pronunció la sentencia de separación oficial, pero Matilde quedó obligada judicialmente a vivir en la casa de su esposo. Hasta julio de 1818 no pudo establecerse con sus dos hijos en un apartamento en la Place Belgioioso de Milán, cerca de donde vivía su hermano. 
Fue en marzo de 1818 cuando conoció a Stendhal, a quien le presentó Giuseppe Vismara. El famoso escritor vio en ella "la encarnación misma de la belleza lombarda, como la describe Leonardo da Vinci en sus pinturas". Su admiración por la mujer a quien llama Métilde lo paraliza, preso de la timidez y la torpeza: "Nunca tuve talento para seducir a las mujeres que no me gustaban en absoluto. Tan pronto como una mujer me gusta, me vuelvo tímido, lo que puedes juzgar por el desconcierto con el que estoy contigo”.  Al principio, Matilde se muestra halagada por esta adoración silenciosa. Pero de repente se enfría, probablemente porque su prima, Francesca Traversi, habría retratado a Stendhal como un seductor. En la primavera de 1819 Stendhal arruinó todas sus esperanzas al seguir disfrazado a Matilde, que había ido a ver a sus hijos a Volterra. Ella no se lo perdonará y, a raíz de estos hechos, Stendhal escribiría su ensayo titulado De l'amour.
En diciembre de 1821, durante el levantamiento de los carbonarios contra el ocupante austriaco, fue arrestada e interrogada, en particular debido a su relación con Giuseppe Vismara. "No solo no dejó escapar una sola palabra comprometedora para sus amigos, sino que también sabía cómo hacerlo tan bien, que sus captores se vieron obligados a liberarla".
Murió el 1 de mayo de 1825. La condesa Frecavalli diría sobre ella: "falleció a los treinta y cinco años, muerta en mis brazos, cuando, aún hermosa, todo la llamaba a mantenese con los dos hijos a quienes idolatraba (...) Pero también amaba la gloria de su país y los hombres que podían ilustrarla, y su alma enérgica sufrió demasiado por su esclavitud y su pérdida. ¡Y, sin embargo, qué amabilidad, qué dulzura angelical en este noble corazón! ... ".
Stendhal, mientras tanto, anotaría en un ejemplar de De l'amour: «Muerte del autor».